# Jérôme Rothen
Jérôme René Marcel Rothen, noto semplicemente come Jérôme Rothen (Châtenay-Malabry, 31 marzo 1978), è un opinionista ed ex calciatore francese, di ruolo centrocampista.

## Carriera

### Club
Inizia la sua carriera da professionista nel Caen dove rimane tre stagioni, per poi passare al Troyes. Nel gennaio 2002 passa per 5 milioni di euro al Monaco dove raggiunge l'apice della carriera: di lui si ricordano soprattutto le due ottime stagioni del Monaco dei miracoli finalista di Champions League; con Morientes e Giuly formava un temibile tridente che rese la squadra del principato una delle migliori d'Europa nella stagione 2003-2004.
Nel 2004 si trasferisce per 11 milioni di euro al PSG. Nelle prime due stagioni, complice l'andamento non positivo della squadra e svariati infortuni, non riesce a mantenersi sui livelli espressi con la squadra monegasca. Nel 2007 esprime la sua volontà di andare via, ma alla fine rinnova col PSG.
Alla fine dell'estate 2009, giunto ai ferri corti con società (era stato anche sospeso per delle dichiarazioni su L'Équipe) e pubblico, si trasferisce in prestito annuale ai Rangers. La sua avventura in Scozia dura solo qualche mese: dopo alcune apparizioni tra SPL e Champions League, non viene più impiegato e già a dicembre 2009 ritorna a Parigi, anche per avere delle cure a causa di una sospetta influenza suina. Nel gennaio 2010 passa in prestito semestrale ai turchi dell'Ankaragücü. Nel maggio 2011 firma un contratto biennale con il club corso del SC Bastia neopromosso in Ligue 2. Il 6 luglio 2013, firma un contratto con il Caen.

### Nazionale
Debutta con la nazionale francese nel 2003, partecipando poi alla FIFA Confederations Cup 2003 e all'Europeo 2004. Complici le annate negative col PSG non viene più convocato e salta il Mondiale 2006. Torna in nazionale per le qualificazioni a Euro 2008 e contro le Fær Øer segna su punizione il suo primo ed unico gol con i Bleus in 13 presenze.

## Statistiche

### Cronologia presenze e reti in nazionale
| Cronologia completa delle presenze e delle reti in nazionale ― Francia | Cronologia completa delle presenze e delle reti in nazionale ― Francia | Cronologia completa delle presenze e delle reti in nazionale ― Francia | Cronologia completa delle presenze e delle reti in nazionale ― Francia | Cronologia completa delle presenze e delle reti in nazionale ― Francia | Cronologia completa delle presenze e delle reti in nazionale ― Francia | Cronologia completa delle presenze e delle reti in nazionale ― Francia | Cronologia completa delle presenze e delle reti in nazionale ― Francia |
| Data                                                                   | Città                                                                  | In casa                                                                | Risultato                                                              | Ospiti                                                                 | Competizione                                                           | Reti                                                                   | Note                                                                   |
| ---------------------------------------------------------------------- | ---------------------------------------------------------------------- | ---------------------------------------------------------------------- | ---------------------------------------------------------------------- | ---------------------------------------------------------------------- | ---------------------------------------------------------------------- | ---------------------------------------------------------------------- | ---------------------------------------------------------------------- |
| 29-3-2003                                                              | Lens                                                                   | Francia                                                                | 6 – 0                                                                  | Malta                                                                  | Qual. Euro 2004                                                        | -                                                                      | 81’                                                                    |
| 30-4-2003                                                              | Saint-Denis                                                            | Francia                                                                | 5 – 0                                                                  | Egitto                                                                 | Amichevole                                                             | -                                                                      | 65’                                                                    |
| 20-6-2003                                                              | Saint-Étienne                                                          | Francia                                                                | 2 – 1                                                                  | Giappone                                                               | Conf. Cup 2003 - 1º turno                                              | -                                                                      | 67’                                                                    |
| 18-2-2004                                                              | Bruxelles                                                              | Belgio                                                                 | 0 – 2                                                                  | Francia                                                                | Amichevole                                                             | -                                                                      | 61’                                                                    |
| 25-6-2004                                                              | Lisbona                                                                | Francia                                                                | 0 – 1                                                                  | Grecia                                                                 | Euro 2004 - Quarti di finale                                           | -                                                                      | 79’                                                                    |
| 18-8-2004                                                              | Rennes                                                                 | Francia                                                                | 1 – 1                                                                  | Bosnia ed Erzegovina                                                   | Amichevole                                                             | -                                                                      |                                                                        |
| 4-9-2004                                                               | Saint-Denis                                                            | Francia                                                                | 0 – 0                                                                  | Israele                                                                | Qual. Mondiali 2006                                                    | -                                                                      | 60’ 66’                                                                |
| 31-5-2005                                                              | Metz                                                                   | Francia                                                                | 2 – 1                                                                  | Ungheria                                                               | Amichevole                                                             | -                                                                      |                                                                        |
| 17-8-2005                                                              | Montpellier                                                            | Francia                                                                | 3 – 0                                                                  | Costa d'Avorio                                                         | Amichevole                                                             | -                                                                      | 71’                                                                    |
| 9-11-2005                                                              | Fort-de-France                                                         | Francia                                                                | 3 – 2                                                                  | Costa Rica                                                             | Amichevole                                                             | -                                                                      | 71’                                                                    |
| 12-11-2005                                                             | Saint-Denis                                                            | Francia                                                                | 0 – 0                                                                  | Germania                                                               | Amichevole                                                             | -                                                                      | 69’                                                                    |
| 13-10-2007                                                             | Tórshavn                                                               | Fær Øer                                                                | 0 – 6                                                                  | Francia                                                                | Qual. Euro 2008                                                        | 1                                                                      |                                                                        |
| 16-11-2007                                                             | Saint-Denis                                                            | Francia                                                                | 2 – 2                                                                  | Marocco                                                                | Amichevole                                                             | -                                                                      | 81’                                                                    |
| Totale                                                                 |                                                                        | Presenze                                                               | 13                                                                     |                                                                        | Reti                                                                   | 1                                                                      |                                                                        |

## Palmarès

### Club

#### Competizioni nazionali
- Coppa di Lega francese: 2

Monaco: 2002-2003
Paris Saint-Germain: 2007-2008
- Coppa di Francia: 1

Paris Saint-Germain: 2005-2006

#### Competizioni internazionali
- Coppa Intertoto UEFA: 1

Troyes: 2001

### Nazionale
- Confederations Cup: 1

2003